# Paléomycologie
La paléomycologie est l'étude des champignons fossiles, considérée comme une sous-discipline de la paléobotanique. Un paléomycologue est une personne qui travaille dans ce domaine.
Cette discipline scientifique apparaît au XIXe siècle avec des paléobotanistes comme Henry Steinhauer, von Sternberg, von Eichwald ou le mycologue Joseph-Henri Léveillé.